# BAR ステラアビス
『BARステラアビス』は、日本一ソフトウェアより2024年2月29日に発売されたゲームソフト。対応プラットフォームはNintendo Switch・PlayStation 5・PlayStation 4。
星座の力でキャラクターを強化しながら、プレイの度に変化する異世界のダンジョンを探索するローグライク型シミュレーションRPG。また、本作の題材の一つにカクテルがあり、本作のオリジナルカクテルである「散る星の雫」以外に約300種類の実在するカクテルが登場するのも特徴である
第一醒界クリアまでプレイ可能で、セーブデータを製品版に引継ぎできる無料体験版が配信されている。

## ストーリー
現実に疲れきっていた主人公は風に舞うチラシを追ううちに隠れ家のようなバー「ステラアビス」へとたどり着いた。マスターに勧められるまま注文したカクテルで酔った
主人公が眠りに落ちると、そこは酒に酔った人間の見る夢「ヨイの世界」だった。気付いた時には奪われていた顔と腕を取り戻すため、そして何故か出られなくなってしまったバーから抜け出すため、主人公は「ヨイの世界」を巡ることになる。

## ゲームシステム
本作のシステムは大きくわけてローグライクパートの「探索）」、シミュレーションRPGパートの「戦闘」、アドベンチャーパートの「拠点」の3つのパートで構成される。

### 探索
主人公が探索することになる「ヨイの世界」はプレイする度フィールド構成が変化するダンジョンとなっている。落ちているアイテムや登場する常連客なども常にランダム。レベルやセットしたステラは、全滅したりダンジョンをクリアするなどで現実へ戻る度に初期化される（全滅、リタイアした場合は装備していない所持品も全て失う）のも特徴。
ローグライクでは珍しく、移動はターン制ではない。
ドリームエナジー
ヨイの世界での行動に応じて消費されていくエネルギー。ドリームエナジーが0になるとパーティ全員のHPが徐々に減少してしまう。ドリームエナジーが多いほど探索を長く続けられるが、同じフロアに居座りすぎると強敵ブザーマンが現れてしまうため油断は禁物。
ドリームエナジーはアイテムでの回復のほか、後述する施設「休憩所」でもHPやMPと共に回復できる。
攻撃
主人公は探索中に短剣で斬りかかることが出来る。草に攻撃をあてるとアイテムやお金をドロップすることがある他、敵であるスピリッツに攻撃をあてるとプレイヤーのターンから戦闘を開始できる(スピリッツに背後をとられた場合は敵のターンから戦闘が始まる)。
施設
戦闘で重要になる「ステラ」の獲得や強化、装備の強化などが行えるフィールドのこと。進行ルートを選択するフロアセレクト時にはフロア内にどの施設があるかを事前に確認できる。
下記のようなものがある。
天文台
星座の力であるステラを獲得することが出来る施設。ランダムで3つのステラが選出され、そこから1つを選んで取得する。
昇級塔
既にセットしているステラのうちどれか1つを選んでレベルを上げることが出来る。
休憩所
キャラクターのHPやMP、ドリームエナジーを回復できる。
ショップ
装備やアイテムの売り買いが出来る施設。
鍛冶場
所持品を使って武器や装備の強化が行える施設。
錬金釜
所持品を別のアイテム、装備に変化させることが出来る。
複製鏡
所持しているアイテムを複製することが出来る。装備は増やすことが出来ない。
預かり箱
所持品を預けることが出来る施設。預けたものは全滅してもロストしない。

スピリッツホール
1つのフィールドに多数のスピリッツがいるフィールドのこと。厳しい戦闘となる代わりにアイテムなどを獲得できるチャンスにもなる。

### 戦闘
本作ではシンボルエンカウント式となっており、探索中にスピリッツと接触するとマス目状の戦闘用マップへと移行して戦闘が開始される。戦闘はターン制のシミュレーションRPG方式となっている。
ステラ
主人公を含めたキャラクター達は星座の力であるステラで強化が可能であり、これが戦闘に大きく関わってくる。
天文台以外にもレベルアップや特定のアイテムの使用、またはオーラをまとったスピリッツ「星隷（せいれい）」を倒すことでも獲得可能。同じ星座のステラを複数セットすると星印というキャラクター強化ボーナスを得ることもできる。
ステラは主に技の攻撃範囲・威力が変化する範囲ステラ、MPを消費し、技に効果を追加するスキルステラの2種に分かれている。
なお1つの技セットに範囲ステラは1つ、スキルステラは3つまでセットできる。さらに技セットそのものはA、B、Cの3セット作ることが可能であるため、合計で12個のステラを組み合わせられる。
技にセットされたスキルステラは上から順に自動発動するため順番も重要。
なおステラのモチーフは黄道十二星座に属する12種の星座に海蛇座を加えた13種となっている。
連携攻撃
味方がスピリッツを攻撃した際に、他の味方の技がそのスピリッツに届く状態だと一定確率で連携攻撃が発動し、他の味方による追撃が発生することがある。発生率は高くないものの、連携による攻撃はターンを消費しない。
状態異常
毒や混乱などキャラクターに悪い影響を与える状態のこと。本作では状態異常や強化・弱体化効果にベルの概念があり、レベルが上がるほど強力になる。
地形
行動を終了したキャラクターに対して地形効果（状態異常やダメージを与える）を発揮するマスがあったり、障害物がマス上に配置されていることがある。

### 拠点
主人公が現実で拠点としているバー「ステラアビス」では常連客と酒を酌み交わすことが出来る。カクテルを多く飲むほど効果を得ることができ、「ヨイの世界」での探索や戦闘が有利になる。また、マスターにお金を払うことでカクテルツリーを解放し、新しいカクテルを注文できるようになる。
相席
バー「ステラアビス」に訪れた常連客達との酒を交えた語らいを楽しむことが出来る。主人公は相手の話に対して「肯」「否」「笑」「疑」の相槌4つと「酒を呑む」を合わせた5種類のリアクションを取ることができ、最適なリアクションを選択することで会話を盛り上げられる。会話が盛り上がっている状態で一区切りがつくと「酒を勧める」コマンドにより次の会話に進むと共にさらにカクテルを注文することが出来る。一度の相席で注文できるカクテルは最大3杯。
「酒を呑む」ことで後述するカクテル効果を適用できるが、呑むほど主人公は酔っていくため間を置かずに連続で呑み過ぎると会話の途中で眠り、ヨイの世界へ行ってしまう。そのために適度に会話をはさみながら酔いを冷ましていく必要がある。
キズナ
相席や探索を繰り返すほど主人公は常連客と親しくなれる。既にステラをいくつか獲得した状態でヨイの世界に現れる、ステータスが底上げされるなど常連客はキズナが上昇するほど強化される。
キズナを上昇させるには共に探索をしたり贈り物をしたりする必要があるが、初期の時点ではキズナには上限がある。キズナの上限を解放させるには相席をするだけでなく、特定の話題で会話を成功させなければならない。
キズナが上昇するほど相席時に踏み込んだ会話ができるようになり、時には重要な選択をしなければならないことがある。
カクテル効果
カクテルを飲むことで適用できる効果のこと。アイテムのドロップ率を上げたり任意のステラの出現率を上げたりとヨイの世界での探索や戦闘が有利になる効果をつけられる。
カクテルのタイプによって適用のされ方が異なっており、大きく下記の2種に分かれている。

累積タイプ
「酒を呑む」リアクションを1回行うだけでも効果がつけられるカクテル。また同じ効果のカクテルで何回も「酒を呑む」ことで効果が累積し、強化される。
完飲タイプ
累積タイプとは反対に、効果をつけるために1杯呑みきる必要のあるカクテル。1杯呑みきるには1度の会話で3回「酒を呑む」必要がある。こちらのタイプでは同じ効果のカクテルを複数杯飲んでも効果が累積しない。強力な効果をもったカクテルが多い。

## 用語
本作に登場する用語の一部について記載する。
ステラアビス
都会の片隅にひっそりとたたずむ隠れ家的なバーで、本作の拠点となる場所。一見すると普通の品の良いバーに見えるが過去に事件が起こっていたらしく、サマヨイは時折その光景らしきものを見ることがある。内装をよく見ると作中で登場する星座をモチーフにした小物が飾られている。
ヨイの世界
酔って眠った人間が見る夢の世界であり、本作の探索の舞台。「ヨイガミ」という神が存在している。大切なものを失った人間だけが行ける世界とされている。特徴が異なる複数の醒界（せかい）に分かれており、酒に呑み慣れていくほどより深い醒界に入れるようになる。幻想的な景色とは裏腹に、スピリッツがうろつく危険な場所でもある。
目覚まし時計を見つけ出して鐘を慣らすことで現実に戻ることが出来る。
スピリッツ
ヨイの世界に存在する異形の怪物。人間を見かけると襲いかかってくる。ステラを取り込んで強力になった「星隷（せいれい）」や、複数のスピリッツを融合（シェイク）した上位種である「スピリトゥス」などが存在している。
ステラ
人間がうちに秘める輝きが具現化したもの。本来失ってはならないものだが、スピリッツに襲われた際に落としてしまうことがあるらしい。天文台に保管されているものを得ることができたり、人がヨイの世界で成長する際に結晶として生み落としたりする。

## キャラクター

### メインキャラクター
サマヨイ
声 - 森なな子
本作の主人公。風に舞うチラシを追いかけてたどり着いたバー「ステラアビス」で酔って眠ってしまったことをきっかけに、ヨイの世界へ囚われてしまった。
仮面をつけた異様な姿をしているのはヨイの世界で顔と片腕を奪われたためであるが、サマヨイやティプシィ以外には本来の姿に見えるらしい。 中性的な印象の容姿、服装をしており、作中でも性別については言及されていない。
キズナを上昇させていくにつれ特定のステラを獲得していく常連客とは異なり、探索開始時点でいっさいステラを持たない。
マスター
声 - 清水彩香
バー「ステラアビス」の店主。物腰柔らかく、常連客達からも慕われている女性。バーから出られなくなったサマヨイにアドバイスやサポートをしてくれる。ヨイの世界についていくらかの知識がある様子。
ティプシィ
声 - 村瀬迪与
「ヨイガミ」のしもべである酒の妖精。主人公のようにヨイの世界に迷いこんだ人間「サマヨイビト」を導く役割を持つ（主人公が「サマヨイ」と呼ばれるのはそのため）。顔と腕を奪った犯人「デッドシェイカー」を追うサマヨイを手助けする。

### 常連客
レオナ
声 - 黒木ほの香
サマヨイと最初に酒の席を共にすることになる女子大生。裕福な家庭で育っており、人当たりの良い聞き上手。自分が世間知らずなことを気にしている。モチーフは獅子座。体験版でも交流可能な人物。
ジンガ
声 - 岩中睦樹
人懐っこく快活で、ムードーメーカー的性格の大学生。元々はサッカーでプロを目指していた青年で、高校サッカー界ではちょっとした有名人だった。現在は大学生らしく恋愛やアルバイトなどで忙しい生活を送っている。モチーフは牡羊座。体験版でも交流可能な人物。
キャス
声 - 小山百代
オタクの女性で、世界の闇を暴くネットヒーロー兼アイドル配信者」を自称する。ときどき話しかけているくまのぬいぐるみ「ポルポル」は助手兼ボディーガードらしい。10年前の深夜アニメである『カストル＆ポルックスwithギガントマキア（通称カスポギ）』が大好き。モチーフは双子座。体験版でも交流可能な人物。
バラン
声 - 峯田大夢
画家を目指して有名芸大に通っている芸大生。おとなしい印象に反し、インスピレーションのためにダイビングや登山など様々な活動に取り組むなど多趣味で行動的でらう。バー「ステラアビス」には癒しと刺激を求めて通っている。モチーフは天秤座。
マイア
声 - 杉山里穂
仕事や住まいなど自身に関することを明かさないミステリアスな女性。相手のことは知りたがる一方で秘密主義であるため、自分の事は語ろうとせず上手くはぐらかしてしまう。本心を見せようとしない人物だが、困っているサマヨイに対して面倒見の良い一面を見せることも。モチーフは牡牛座。
カジ
声 - 渡辺紘
穏やかで紳士的なエリートビジネスマン。大人の余裕を醸し出すスマートな男性で、営業で培ったコミュニケーション能力とともに相手を魅了してしまう。男女問わず友好的に接する人物で、家に帰ることができないサマヨイのことを気にかけてくれている。モチーフは射手座。
キルカ
声 - 佐々木未来
とある目的のためヨイの世界を探索しているティプシィの協力者。物静かな性格の美しい女性。その容姿からステラアビスでも密かに注目されているが、他の客とは積極的に関わろうとせず、サマヨイに対してもそっけない態度が目立つ。目的のために呑んでいるだけであるため、酒は得意ではない。モチーフは蟹座。
サオトメ
声 - 大泊貴揮
フリーライターを自称する無愛想な男性。アルコールに依存しており、ヨイの世界に入り浸っている。ぶっきらぼうな皮肉屋だが言葉の端々から高い知性や洞察力をうかがわせる人物。モチーフは乙女座。

### ヨイの世界の存在
デッドシェイカー
声 - 森なな子
サマヨイから顔と腕を奪った犯人。ティプシィ曰く「肉体や魂を奪う化け物」。デッドシェイカーを捕らえるために奔走するサマヨイを先々で妨害してくる。スピリッツ同士を融合（シェイク）してスピリトゥスを生み出す力を持っている。
ブザーマン
声 - 茂木たかまさ
同じフロアに長居すると不気味なサイレンと共に現れる強敵。圧倒的な強さから「死神」と称されており、生半可な実力ではなす術もなく倒されてしまう。

## 開発
元々溝上侑はグラフィッカーとして開発を手伝う予定だったが、規格が動いていなかったため、企画立案ならびにシステムの提言を行った。溝上は2025年のファミ通とのインタビューの中で、本来グラフィッカーが口出しするのはおかしいが、割と自分だから許してもらえたのかもしれないと述懐している。
キャラクターデザインは勝又美桜が手掛けており、溝上にはキャラクターが持つ二面性をデザインでも強調したいという考えがあった。常連客のうち、レオナは最初にデザインされ、秘めた部分を適度なバランスで落とし込む形でデザインが固められ、他の常連客のデザインの基礎となった。キャスはいっけんすると明快な設定だが、作品の世界観に合わせるため、溝上と勝又の間でやり取りが重ねられる形でデザインが固まっていった。
キャラクターデザインと使用武器が決まった段階で攻撃モーションの制作に移り、個性を出すためにキャラクター別のモーションが作られた。お酒を飲んでヨイの世界に来ているという設定上、モーションがあまりにもまじめだと作品の世界観とずれてしまうため、溝上からも様々な提言がなされた。各人が持ちそうなものを武器として扱うという設定から、勝又が武器の選定を行った結果、ぬいぐるみや香水瓶など、一風変わったアイテムが武器として選ばれた。たとえばカジの場合、彼のキャラクター性を踏まえたうえで斧が選ばれた。各人の「ステラ」は設定段階から決まっていた者もいれば、性格や信念から星座を割り当てた例もあった。

## スタッフ
- 開発責任者 - 美濃羽俊介
- 企画原案/アートディレクション - 溝上侑
- キャラクターデザイン - 勝又美桜